# Canindé Ioune

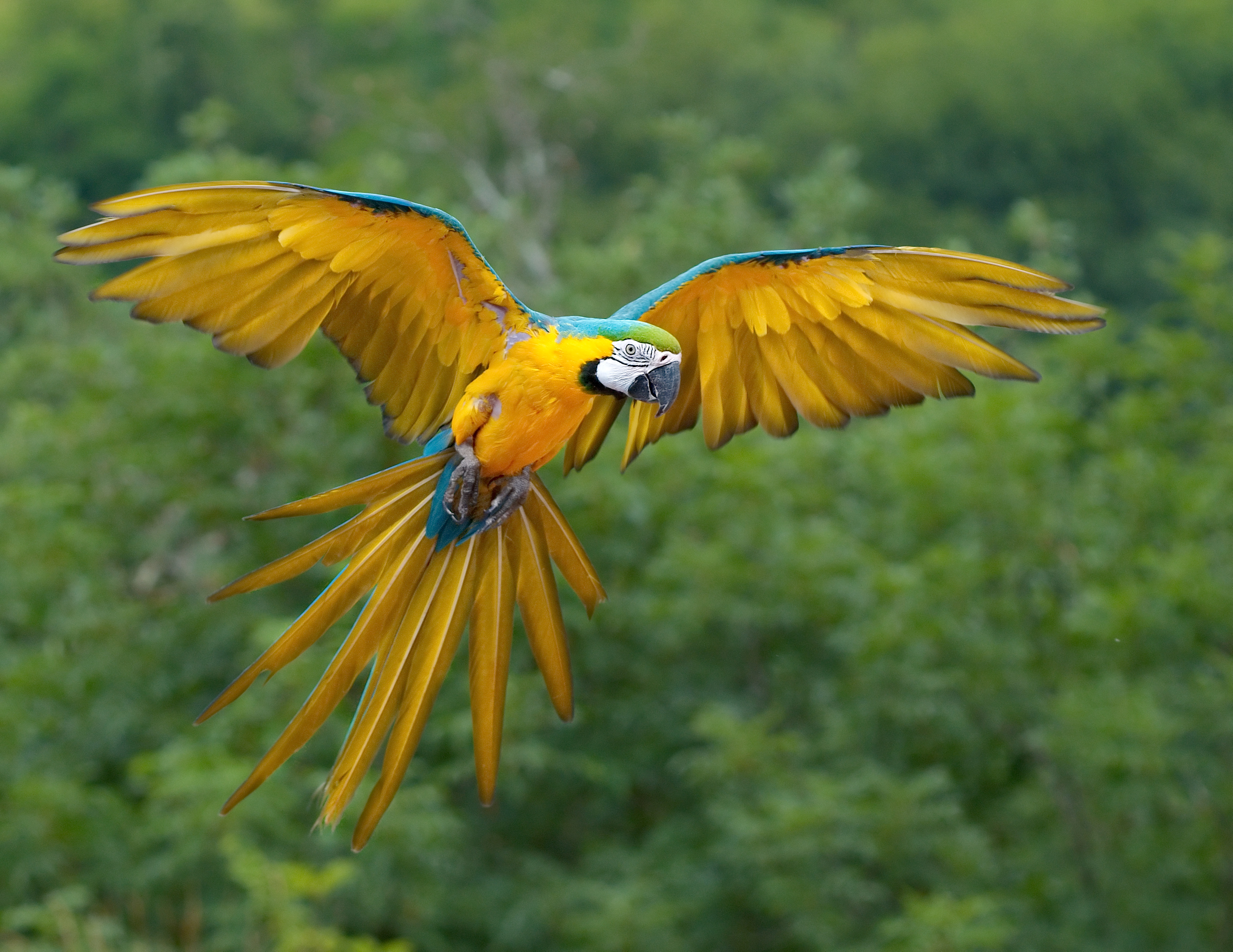
Arara-canindé, ou canindé, espécimen condizente com a descrição de Lery.

Caninde Ioune (canindé amarelo) é uma canção indígena do século XVI, anotada pelo calvinista francês Jean de Léry durante sua estadia entre os tupinambás do Rio de Janeiro. Com letra em língua tupi, trata-se do mais antigo registro de uma música indígena dos primeiros séculos de colonização do Brasil.
O 'n' é um erro tipográfico. Amarelo em tupi é iuba.
A partitura da canção se encontra na edição latina da obra de Lery, não estando presente nas primeiras edições.
Versões dessa música foram gravadas em tempos modernos, sendo uma das mais notórias a de Heitor Villa-Lobos.